# Ekkehart Meroth
Ekkehart Meroth (* 24. Juli 1957 in Freiburg i. Breisgau) ist promovierter Jurist, Hochschullehrer und ein ehemaliger Kommunalpolitiker der CDU. Er war von 1998 bis 2014 Bürgermeister von Bad Krozingen.

## Biografie
Von 1967 bis 1976 besuchte Ekkehart Meroth das Rotteck-Gymnasium in Freiburg. Nach dem Wehrdienst studierte er als Stipendiat der Konrad-Adenauer-Stiftung Jura in Freiburg, Heidelberg und Wien. Er wurde während des Studiums Mitglied der Freiburger Burschenschaft Teutonia und der Wiener akademischen Burschenschaft Gothia. Im Jahr 1989 promovierte er bei Karl Kroeschell an der Albert-Ludwigs-Universität Freiburg. Von 1987 bis 1998 arbeitete er bei der Deutschen Bank und ihren Tochtergesellschaften. Von 1998 bis 2014 war er Bürgermeister von Bad Krozingen. Von 2015 bis 2023 war er als Professor an der Dualen Hochschule Baden-Württemberg beschäftigt.

## Berufliche Laufbahn
Nach einer Trainee-Ausbildung bei der Deutschen Bank arbeitete Meroth in der Personalabteilung der Zentrale, unter anderem als Leiter der Personalplanung des Konzerns. Hier wirkte er bei der Integration ausländischer Banken und nach der Wende bei der Staatsbank der DDR mit.
Als Geschäftsführer von Tochtergesellschaften und Leiter Controlling des Immobilienvermögens der Bank (DEBEKO/Deutsche Grundbesitz) war er 1993–1998 an Großprojekten (Übernahme und Bau des Trianon, Übernahme von 70 Bankgebäuden in der früheren DDR), Fusionen, großen Insolvenzverfahren (Immobilienpleite Jürgen Schneider) und dem Kauf der Deutschbau (39.000 Wohnungen) beteiligt.
Von 1998 bis 2014 war Meroth Bürgermeister des Heilbads Bad Krozingen. 2002 wurde die Gemeinde zusammen mit der Stadt Staufen zum Mittelzentrum erklärt, 2005 erhielt Bad Krozingen das Stadtrecht verliehen. 2005 wurde Meroth für eine zweite Amtszeit wiedergewählt. Bei der Bürgermeisterwahl 2013 trat er erneut an, erklärte jedoch seinen Rückzug, nachdem er im ersten Wahlgang nicht in Führung gelegen hatte. Meroth war Vorsitzender mehrerer Zweckverbände und der Volkshochschule Südlicher Breisgau, er war Mitglied im Kreistag und im Regionalverband. Im Amt des Bürgermeisters folgte ihm Volker Kieber nach.
In seiner Amtszeit konnte die hohe Arbeitslosigkeit nach der Krise der Rehakliniken (Verlust von 800 Arbeitsplätzen) durch die Ansiedlung von Betrieben und den Ausbau der Akutmedizin beseitigt werden.
Im Zuge der Transeuropäischen Netze soll nach dem Bau des Lötschberg-Basistunnels und des Gotthard-Basistunnels ein großer Teil des europäischen Güterverkehrs durch das Oberrheintal geleitet werden (Projekt CODE24). Nach erfolglosen Verhandlungen mit der Bahn initiierte Meroth die Gründung der Bürgerinitiative M.U.T. (6000 Mitglieder), die im Südlichen Breisgau eine Neuplanung der Trasse in Tieflage durchsetzte. Die MUT wurde Ausgangspunkt der Interessengemeinschaft BOHR am Ober- und Hochrhein (20.000 Mitglieder), die ab 2013 die Abschaffung des Schienenbonus erreichte (Neufassung von § 43 Abs. 2 des BImSchG).

## Ehrenämter (Auszug)
Meroth war Geschäftsführer und stellv. Landesvorsitzender der Schüler Union Baden-Württemberg. Er war Kreisvorsitzender der Jungen Union und stellvertretender Kreisvorsitzender der CDU in Freiburg.
Er initiierte die Gründung des Stadtmuseums Bad Krozingen, des Gemeindemuseums Biengen und der örtlichen Bürgerstiftung. Er unterstützte den Förderverein der Ruine Birchiburg und die Sicherung steinzeitlicher und römischer Fundorte in Bad Krozingen.
Meroth trug als Vorsitzender des Benedikt-Kreutz e. V. zum Ausbau des diesem gehörenden Herzzentrums und 2012 zur Fusion dieses Zentrums mit Abteilungen der Uniklinik Freiburg zum Universitäts-Herzzentrum Freiburg-Bad Krozingen (UHZ) bei. Er ist heute Mitglied im Vorstand des Benedikt-Kreutz e. V. und im Aufsichtsrat des UHZ, des größten kardiologischen Zentrums in Deutschland. Er ist Aufsichtsratsmitglied der Theresienklinik Bad Krozingen.
Im Präsidium des Heilbäderverbands Baden-Württemberg (1998–2016), zuletzt als Präsident, setzte Meroth vielfältige Impulse, u. a. zur Neuorientierung der Heilbäder am Markt. Er entwickelte die Idee und betrieb die Gründung der dem Verband gehörenden „Wellness Stars GmbH“. Er war Mitglied im Landesfachausschuss für Tourismus und einer der Stellvertreter des Präsidenten des Deutschen Heilbäderverbands.
Meroth wirkt seit 30 Jahren bei der Auswahl der Stipendiaten der Konrad-Adenauer-Stiftung mit. Er ist Mitglied im Landesvorstand der CDU-Juristen.
Er ist Aufsichtsrat beim gemeinnützigen Sozialunternehmen KWA Kuratorium Wohnen im Alter und seit Juni 2016 dessen stellvertretender Vorsitzender. Meroth steht der Vereinigung Alter Burschenschafter Freiburg vor.

## Schriften
- Disziplinar- und Strafgerichtsbarkeit der Universität Freiburg im 19. und 20. Jahrhundert: eine Abhandlung über die rechtlichen Grundlagen und die tatsächlichen Verhältnisse der akademischen Disziplin nach dem Übergang Freiburgs an Baden, Freiburg (Breisgau), Universität, Dissertation, 1989.
- Bad Krozingen: Vergangenheit und Gegenwart, Freiburg, Br.: Rombach, 2008, Erw. Neudr. der Ausg. von 1959, 1. Aufl. / hrsg. im Namen der Stadt Bad Krozingen von Ekkehart Meroth und Susanne Berkemer.